# Кристиан (Липе-Вайсенфелд)
Кристиан фон Липе-Вайсенфелд ((на немски: Christian Graf zur Lippe-Weissenfeld) от линията Липе-Бистерфелд на фамилията Липе е граф и господар на Липе-Вайсенфелд.

## Биография
Роден е на 21 февруари 1777 година в Заслебен при Калау, Бранденбург. Той е големият син на граф Фридрих Йохан Лудвиг фон Липе-Вайсенфелд (1737 – 1791) и втората му съпруга баронеса/фрайин Вилхелмина фон Хоентал (1748 – 1789), дъщеря на граф Петер фон Хоентал (1726 – 1794) и Доротея Елизабет фон Хезелер. По-голям брат е на Лудвиг (1781 – 1860) и по-малък полубрат на Фердинанд (1772 – 1846).
Кристиан фон Липе-Вайсенфелд умира на 21 октомври 1859 година Тайхниц (днес част от Бауцен, Саксония) на 82-годишна възраст.

## Фамилия
Първи брак: на 25 юли 1809 г. в Кьонигсбрюк за графиня Фридерика Доротея фон Хоентал (* 25 юли 1790, Дрезден; † 27 ноември 1827, Тайхниц), внучка на дядо му граф Петер фон Хоентал (1726 – 1794), дъщеря на юриста и саксонски министър граф Петер Карл Вилхелм фон Хоентал (1754 – 1825) и Кристиана София фон Вацдорф (1759 – 1814). Те имат девет деца:
- Оскар (* 26 август 1813, Ниски; † 22 ноември 1864, Пирна)
- Фридрих (* 12 януари 1817, Тайхниц; † 26 март 1875, Дьоберкиц/в Бауцен)
- Франц (* 17 септември 1820, Тайхниц; † 25 юли 1880, Дьоберкиц), женен на 11 май 1859 г. в Дрезден за фрайин Мария фон Бешвиц (* 20 август 1836; † 30 август 1921)
- Теодор (* 3 февруари 1822, Тайхниц; † 5 юли 1894, Тайхниц), женен на 31 октомври 1867 г. в Оберан за Луиза фон Арним (* 12 август 1844; † 7 март 1925)
- Мария (* 10 юни 1810, Тайхниц; † 14 септември 1877, Дрезден), омъжена на 26 август 1828 г. в Тайхниц за граф Албрехт фон Льобен (* 29 април 1800; † 2 април 1875)
- Емма (* 5 август 1811, Йолза при Ниски; † 3 април 1820, Тайхниц)
- Клементина (* 10 февруари 1815, Тайхниц; † 21 октомври 1895, Детмолд), омъжена на 20 септември 1836 г. в Тайхниц за Волдемар фон Цецшвиц цу Герлахсдорф (* 3 октомври 1811; † 28 април 1859)
- Ида (* 16 януари 1819, Тайхниц; † 18 март 1878, Барут), омъжена на 21 август 1843 г. в Нидергуриг за граф Густав фон Липе-Вайсенфелд (* 21 август 1805; † 17 януари 1882), син на чичо ѝ граф Фердинанд (1772 – 1846)
- Лидия (* 24 февруари 1824, Тайхниц; † 22 април 1897, Нойкирх), омъжена на 5 април 1847 г. в Тайхниц за фрайхер Алберт фон Опен-Хулденберг (* 21 февруари 1810; † 17 декември 1889)

Втори брак: на 23 май 1836 г. в Крайниц с Вилхелмина фон Егиди (* 9 април 1808, Отерзиц до Торгау; † 14 ноември 1878, Дрезден), дъщеря на Кристоф Йохан фон Егиди и Вилхелмина фон Шлайниц. Те имат две дъщери:
- Вилхелмина (* 7 март 1837, Тайхниц; † 11 май 1893, Дрезден), омъжена на 9 юли 1863 г. в Бауцен за Волф Рудолф фон Циглер-Клипхаузен (* 9 юли 1820; † 7 септември 1888)
- Йохана (* 14 март 1840, Тайхниц; † 21 юли 1859, Тайхниц)